# International Semi Tech Microsystems

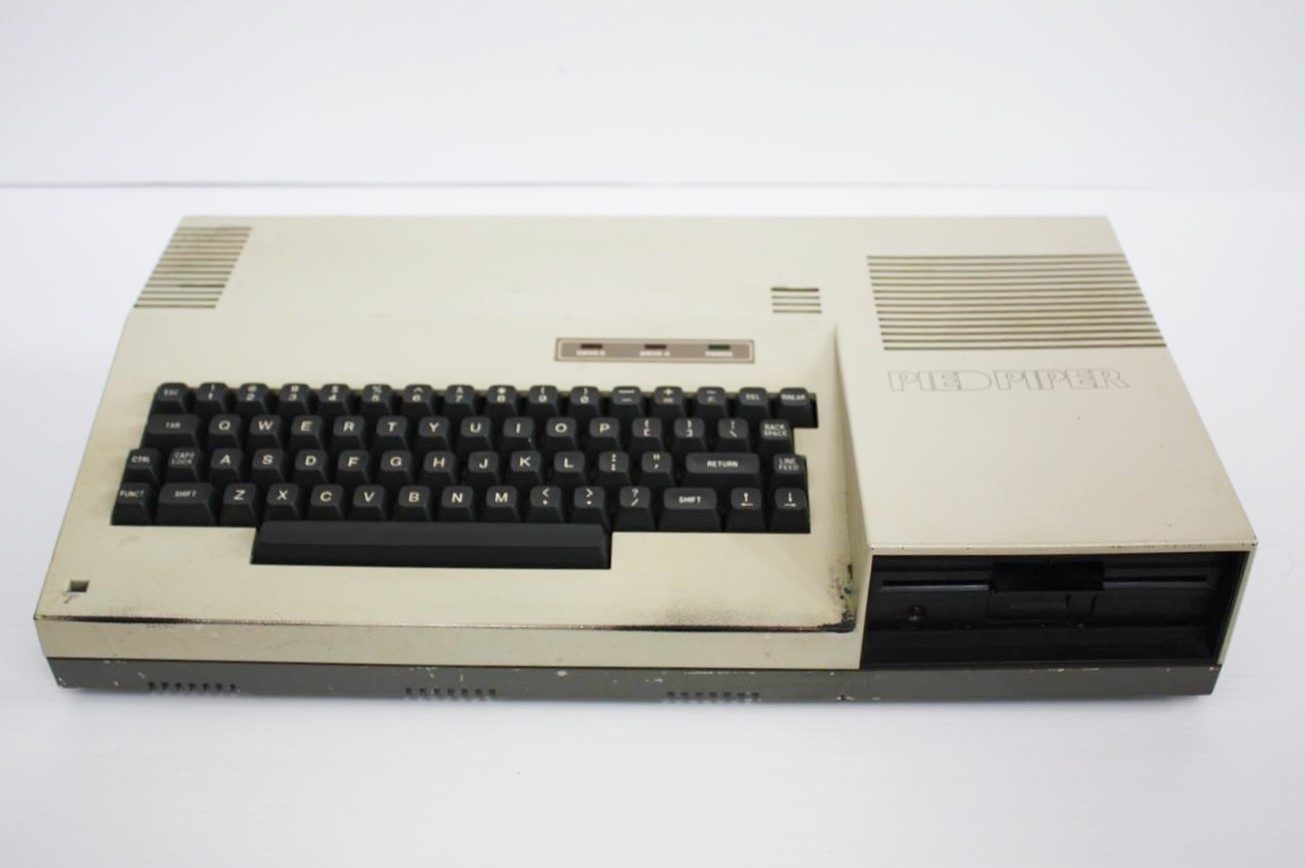
Ordinateur domestique Pied Piper Communicator 1 commercialisé par Semi-Tech en 1983

International Semi Tech Microsystems ou Semi-Tech Microsystems (STM) était une entreprise canadienne de produits ménagers et de produits de consommation basée à Markham, en Ontario. L'ancien siège social de Semi-Tech Corporation se trouvait au 131 McNabb Street (Warden Avenue et 14th Avenue) et près de Woodbine Avenue et de 14th Avenue (2880 14th Avenue).
Fondée en 1981 par l'homme d'affaires canadien de Hong Kong d'origine chinoise James Ting (en), la société possédait des installations de fabrication en Chine. Le magnat des jeux d'argent de Macao, Stanley Ho, était autrefois le président de la firme. La société a déjà négocié à la Bourse de Toronto (SEM.A et SEM.B). Elle a été rebaptisée Semi-Tech Corporation en 1994 pour se diversifier dans les produits de consommation.
La société avait de mauvaises obligations et des millions de dollars d'actionnaires canadiens ont été brûlés. À la fin de 1999, la société n'avait que 600 000 dollars en espèces et des dettes non réglées de 650 millions de dollars. Elle a fait faillite en 2000. Ting a été reconnu coupable de fausse comptabilité sur Semi-Tech et son successeur Akai Holdings, et son autre entreprise Singer Corporation.